# Antônio Colaço Martins
Antônio Colaço Martins (Beberibe - Ceará), é um educador, escritor e reitor brasileiro.

## Biografia
Bacharel e Licenciado em Filosofia, no Seminário da Prainha (1958-1961 e 1974-1977); Mestre em Filosofia pela Pontifícia Universidade Gregoriana (1966-1968); Mestre em Teologia pela Pontifícia Universidade Gregoriana (1965-1967); Doutor em Filosofia (Summa Cum Laude) pela Pontifícia Universidade Lateranense (1969-1971). Especialista em: Língua e Literatura Portuguesa pela Universidade de Lisboa (1968), Língua Alemã pelo Pontifício Colégio Pio Brasileiro de Roma (1967), Língua Alemã pela Goethe Institut de Prien A Chiensee (1971), Fundamentos Dbase III Introdutório pela Universidade de Fortaleza (1988), Fundamentos Dbase III Introdutório pela Universidade de Fortaleza (1995).

## Atuação profissional
Diretor da Faculdade de Filosofia de Fortaleza (1974-1980). Professor (1981-2000) e Diretor do Mestrado em Filosofia (2000-2002) da Universidade Federal do Ceará (UFC). Professor (1977-2000) e Reitor (1990-2001) da Universidade de Fortaleza (UNIFOR). Presidente do Conselho de Reitores das Universidades Cearenses, por dois mandatos. Reitor (2007-2013) da Universidade Vale do Acaraú (UVA). Também é membro efetivo do Conselho de Educação do Ceará (CEC), do Grupo de Avaliadores do Conselho de Reitores das Universidades Brasileiras (CRUB) e da Academia Fortalezense de Letras, entre outras entidades.

## Obra
- Pensando a Universidade: Fragmentos do Cotidiano Acadêmico, (2000),[8]
- Metafísica e Ética da Pessoa: a Perspectiva de Emmanuel Mounier,
- Pessoa e Comunicação no Pensamento de Emmanuel Mounier,
- Qualidade e Autonomia na Universidade Brasileira,[9]
- Pareceres: Nova et Vetera.

## Homenagens
- Recebeu o título de Cidadão Paraibano (Assembleia Legislativa da Paraíba),[10]
- Recebeu o titulo de Cidadão de Cabedelo (Câmara Municipal de Cabedelo),[11]
- Recebeu Menção Honrosa (Câmara Municipal de Sobral),[12]
- Recebeu a Medalha Boticário Ferreira (Câmara Municipal de Fortaleza),
- Foi agraciado com o Diploma do Mérito Cultural (Academia Cearense de Letras),
- Recebeu a Placa de Reconhecimento (Pontifícia Universidade Católica de Goiás),
- Recebeu a Placa de Reconhecimento (Conselho de Reitores das Universidades Brasileiras),
- Foi agraciado Coruja da Apesc (Associação dos Professores do Ensino Superior do Ceará),
- Recebeu a Medalha de Honra (Universidade Técnica de Colônia – Alemanha),
- Recebeu a Placa de Reconhecimento (Universidade da Amazônia),
- Recebeu Medalha (Universidade Técnica de Lisboa),
- Foi agraciado como Benemérito (FUNESC),